# Ульріх Феге
У́льріх Феге (нім. Ulrich Vöge; 5 листопада 1919, Гамбург — 12 травня 1998, Райнбек) — німецький офіцер-підводник, оберлейтенант-цур-зее крігсмаріне.

## Біографія
1 жовтня 1938 року вступив на флот. З 7 січня по 14 червня 1941 року пройшов курс підводника, після чого був переданий в розпорядження 2-го навчального дивізіону підводних човнів. 16 вересня 1941 року направлений на будівництво підводного човна U-334. З 9 жовтня 1941 року — 1-й вахтовий офіцер на U-334, на якому взяв участь у трьох походах; під час другого походу були потоплені 2 кораблі загальною водотоннажністю 14 372 тонни. З 27 грудня 1942 по 8 лютого 1943 року пройшов курс командира човна, після чого був направлений на будівництво U-239. З 13 березня 1943 року — командир U-239. 21 серпня 1944 року направлений на будівництво U-2536. З 6 лютого 1945 року — командир U-2536. 3 травня 1945 року наказав затопити човен у межах операції «Регенбоген». 8 травня 1945 року взятий у полон британськими військами. 11 жовтня 1945 року звільнений.

## Звання
- Кандидат в офіцери (1 жовтня 1938)
- Морський кадет (1 липня 1939)
- Фенріх-цур-зее (1 грудня 1939)
- Оберфенріх-цур-зее (1 серпня 1940)
- Лейтенант-цур-зее (1 квітня 1941)
- Оберлейтенант-цур-зее (1 квітня 1943)

## Нагороди
- Залізний хрест 2-го класу (1940)
- Нагрудний знак флоту (25 листопада 1942)